# Lee Dong-soo
Lee Dong-soo (född 7 juni 1974) är en sydkoreansk idrottare som tog silver i badminton tillsammans med Yoo Yong-sung vid OS 2004 och 2004.